# Dions
Dions település Franciaországban, Gard megyében. Lakosainak száma 531 fő (2022. január 1.). Dions La Calmette, Nîmes, Sainte-Anastasie és Saint-Chaptes községekkel határos.

## Népesség
A település népességének változása:
| Lakosok száma | 378  | 393  | 453  | 522  | 598  | 607  | 584  | 543  | 539  | 531  |
|               | 1968 | 1982 | 1990 | 2006 | 2013 | 2015 | 2017 | 2019 | 2020 | 2022 |